# Montalto delle Marche
Montalto delle Marche este o comună din provincia Ascoli Piceno, regiunea Marche, Italia, cu o populație de 2258 locuitori și o suprafață de 33,94 km².

## Demografie
Montalto delle Marche - evoluția demografică

|  | Graficele sunt indisponibile din cauza unor probleme tehnice. Mai multe informații se găsesc la Phabricator și la wiki-ul MediaWiki. |

Date: Recensăminte sau birourile de statistică - grafică realizată de Wikipedia